# Liese Prokop
Liese Prokop nata Sykora (Vienna, 27 marzo 1941 – Sankt Pölten, 31 dicembre 2006) è stata una multiplista e politica austriaca.

## Biografia
In gioventù era stata una atleta di ottimo livello, specializzata nelle prove multiple: ha vinto la medaglia di argento nel pentathlon alle Olimpiadi di Città del Messico 1968; l'anno prima si era laureata campionessa all'Universiade a Tokyo, mentre nel 1969 aveva vinto il titolo europeo, stabilendo anche il primato mondiale. Il suo allenatore di quel periodo Gunnar Prokop è in seguito diventato suo marito.
Nel 1969 era stata eletta al parlamento (Landtag) della Bassa Austria, cominciando la carriera politica, svolta tutta nelle file della ÖVP. Dal 1981 al 1992 fu ministro del governo regionale, nel 1992 divenne vicepresidente dell'esecutivo del Land.
Dopo le dimissioni di Ernst Strasser, il 22 dicembre 2004 fu nominata dal cancelliere Wolfgang Schüssel Ministro degli Interni, prima donna a ricoprire questa carica nella storia dell'Austria.
È morta il 31 dicembre 2006 in seguito alla rottura dell'aorta.